# جون فيليب سوزا
جون فيليب سوزا (بالإنجليزية: John Philip Sousa)‏ هو عسكري وكاتب وموسيقي وملحن أمريكي، ولد في 6 نوفمبر 1854 في واشنطن العاصمة في الولايات المتحدة، وتوفي في 6 مارس 1932 في ريدينغ في الولايات المتحدة بسبب نوبة قلبية.

## وصلات خارجية
- جون فيليب سوزا على موقع IMDb (الإنجليزية)
- جون فيليب سوزا على موقع الموسوعة البريطانية (الإنجليزية)
- جون فيليب سوزا على موقع ألو سيني (الفرنسية)
- جون فيليب سوزا على موقع ميوزك برينز (الإنجليزية)
- جون فيليب سوزا على موقع أول موفي (الإنجليزية)
- جون فيليب سوزا على موقع قاعدة بيانات برودواي على الإنترنت (الإنجليزية)
- جون فيليب سوزا على موقع قاعدة بيانات الأفلام السويدية (السويدية)
- جون فيليب سوزا على موقع إن إن دي بي (الإنجليزية)
- جون فيليب سوزا على موقع أول ميوزيك (الإنجليزية)
- جون فيليب سوزا على موقع ديسكوغز (الإنجليزية)